# فاكارايساس
بلدية باكاريسيس (بالكاتالانية: Vacarisses) هي إحدى بلديات مقاطعة برشلونة، والتي تقع في منطقة كاتالونيا، شرق إسبانيا.
يبلغ عدد سكانها 5.431 نسمة وفقاً لإحصائية سنة (2007).